# آلوارو صایغ
آلوارو صایغ، (به اسپانیایی: Álvaro Saieh) (زاده ۱۹۵۰) کارآفرین، بانکدار و مدیر ارشد اجرایی شیلیایی فلسطینی‌تبار است، که در حال حاضر به‌عنوان رئیس هیئت مدیره ایتاو کورپ‌بانکا و مدیر عامل اجرایی شرکت خوشه‌ای کوپسا فعالیت می‌نماید.
آلوارو صایغ از مدیران ارشد بورس اوراق بهادار سانتیاگو نیز بشمار می‌آید. وی در سال ۲۰۱۳ با دارایی خالص ۳ میلیارد دلار، به عنوان نهمین فرد ثروتمند شیلی شناخته شد. صایغ در سال ۲۰۱۳ از سوی مجله فوربز در رتبه ۴۵۸ از فهرست ثروتمندترین افراد جهان، قرار گرفت.